# Mimica
I Mimica sono un gruppo musicale rock alternativo italiano consolidatosi nel 2016 in Provincia di Sondrio.

## Storia del gruppo

### 2016 - Gli esordi sui palchi come power trio
La formazione, nella quale militano due amici storici Marco Onetti alla voce e chitarra elettrica insieme a Nicola Mentasti alla chitarra ritmica, trova la propria stabilità con l'inserimento di Gianluca Rabbiosi alla batteria. Il gruppo si propone nei locali della zona come rock band, con forti influenze post grunge.

### 2018 - L'arrivo del quarto elemento
Alla fine di settembre, il gruppo completa la formazione inserendo nell'organico Paolo Biavaschi al Basso Elettrico. Quest'ultimo innesto rappresenta un'ulteriore crescita nella ricerca di un'identità artistica, l'influenza differente dei background di ciascuno dei componenti si manifesta della musica proposta: un rock alternativo italiano con tracce di musica elettronica che non vuole essere catalogato in nessun genere specifico.

### 2020-La prima pubblicazione
Il 28 febbraio esce in anteprima il video del singolo d'esordio Incubo, un brano realizzato con  il featuring del cantante rap Guzman, che precede l'EP nel quale è contenuto: Barriera Relativa. Il disco viene distribuito dall'etichetta discografica ferrarese (R)esisto solamente in forma digitale ed è disponibile nei principali store a partire dal 27 marzo dello stesso anno.

## Formazione
- Marco Onetti (dal 2012 ad oggi) – voce e chitarra
- Nicola Mentasti (dal 2012 ad oggi) – chitarra
- Gianluca Rabbiosi (dal 2016 ad oggi) – batteria
- Paolo Biavaschi (dal 2018 ad oggi) – basso e synth

## Discografia

### EP
- 2020 – Barriera Relativa

### Singoli
- 2020 – Incubo (feat. Guzman)